# Aspidiotus symplocos
Aspidiotus symplocos är en insektsart som beskrevs av Ramakrishna Ayyar 1930. Aspidiotus symplocos ingår i släktet Aspidiotus och familjen pansarsköldlöss. Inga underarter finns listade i Catalogue of Life.